# Патрік Руст
Патрік Руст (нід. Patrick Roest) — нідерландський ковзаняр, дворазовий олімпійський медаліст, чемпіон світу, призер чемпіонатів світу. Спеціальністю Руста є дистанція 1500 метрів.
Дві олімпійські нагороди РУст здобув на Олімпіаді 2018 року в корейському Пхьончхан: срібло на дистації 1500 метрів та бронзу в командній гонці переслідування.

## Олімпійські ігри
| Рік  | Місто                     | 1500 метрів | 5000 метрів | 10000 метрів | Командна |
| ---- | ------------------------- | ----------- | ----------- | ------------ | -------- |
| 2018 | Пхьончхан, Південна Корея | 2           | —           | —            | 3        |
| 2022 | Пекін, Китай              |             | 2           | 2            |          |